# Jacques Sourdeau
Jacques Sourdeau (mort en 1530, mais la date de son décès est incertaine,) est un maître maçon français du XVIe siècle. 

## Biographie
Jacques Sourdeau a été le premier à superviser la construction du château de Chambord, suivi dans cette tâche par Pierre Nepveu, Jacques Coqueau, puis enfin Claude Sourdeau.
Il est également l'un des bâtisseurs du château de Blois, à la demande de Louis XII et d'Anne de Bretagne, et avec l'aide de son fils Denis.
Il aurait précédemment travaillé à Amboise en 1495 en tant que maçon, avant de venir à Blois dès 1502, où il reçoit en 1516 un terrain donné par la reine Claude pour y construire sa maison.